# Mischocyttarus paulistanus
Mischocyttarus paulistanus är en getingart som beskrevs av Zikan 1935. Mischocyttarus paulistanus ingår i släktet Mischocyttarus och familjen getingar. Inga underarter finns listade i Catalogue of Life.